# サオ・シュエタイッ
サオ・シュエタイッ（シャン語: ၸဝ်ႈၶမ်းသိူၵ်ႈ, Tsaw³ Kham⁴soek³; ビルマ語: စဝ်ရွှေသိုက်, ビルマ語発音: [saʔ ʃwè θaiʔ]、1896年10月16日 - 1962年11月21日）は、ビルマ（ミャンマー）の首長・政治家である。ビルマ東北部・シャン州ヤウンウェの最後のツァオパー（伝統的首長）であり、正式な全名はKambawsarahta Thiri Pawaramahawuntha Thudamaraza。ビルマ連邦初代大統領を務めた。1962年のビルマ軍によるクーデターによりその地位を失い、獄死した。
なお、「サオ」はシャン族の王族に対する敬称であり、彼の正しい名前は「シュエタイッ」である。

## 経歴
1896年10月16日に生まれ、タウンジーのシャン首長学校に通う。第一次世界大戦中にイギリス軍に入隊し、1920年から1923年までの間は北東辺境軍務（Northeast Frontier Service）に従事した。1929年に父のサオ・マウン（Sao Maung）の死を受け、ツァオパーの座を受け継ぐ。また、1939年から1942年まで、再び軍務に就いた。1946年3月におこなわれた第一次パンロン会議を経て、統一ビルマ文化協会（英語: United Burma Cultural Society）の会長に就任する。
また、1946年11月にはAFPFLの働きかけにより、組織された、統一丘陵民族評議会（英語: Council of the United Hills Peoples）の議長となった。
1948年に成立したビルマ連邦の初代大統領となるが、この地位は象徴的なものにとどまり、実権は首相であるウー・ヌが握った。1952年に大統領職を退いたのち、民族議会の議長となった。
1960年、サオ・シュエタイッをはじめとするシャンのツァオパーは、ビルマ連邦の政治体系は実際の連邦制とはほど遠いものであることを主張し、①ビルマ人のための「ビルマ州」の設置、②国会上院議席への各州の同数割当て、③中央政府の権限を外交や国防などに限定すること といった要求をおこなった。
しかし、この提案は軍部の怒りを買い、1962年3月2日、ビルマ軍のネ・ウィンによるクーデターがおこった。これにより、サオ・シュエタイッは逮捕された。また、当時11歳だったサオ・シュエタイッの息子のひとりが軍部に射殺された。サオ・シュエタイッは、1962年11月21日に獄中で死亡した。